# Prosopographia Imperii Romani
La Prosopographia Imperii Romani ("Prosopografia dell'Impero romano"), spesso abbreviato in PIR, è un progetto dell'Accademia delle scienze di Berlino, il cui scopo è la raccolta delle informazioni esistenti su personaggi di rango dell'Impero romano tra l'epoca di Augusto e la fine del III secolo.

## Descrizione
L'opera prende in considerazione tutti i personaggi di rango senatoriale (i membri del Senato romano e i loro parenti) e le figure appartenenti al rango equestre, oltre agli imperatori romani, alle loro famiglie e ai principi stranieri ad esse collegati. L'ordine col quale sono presentati questi personaggi è il nomen gentilizio, in modo progressivo a partire dalla lettera A. per ciascuno sono riportati i documenti che li menzionano (principalmente opere letterarie, iscrizioni, papiri e monete), grazie alle quali è possibile ricostruirne la carriera pubblica, gli interessi economici e le parentele: in una parola, la prosopografia. Nei volumi più recenti (vedi lettera S), viene registrata anche la bibliografia scientifica sui singoli personaggi. L'opera è in lingua latina.

## Storia
La PIR fu uno dei grandi progetti di catalogazione e sistematizzazione dell'Antichità romana del XIX secolo, nato per iniziativa di Theodor Mommsen dell'Accademia delle scienze prussiana; nel 1897/1898 apparvero tre volumi, curati da Elimar Klebs, Paul von Rohden ed Hermann Dessau. Nel 1915 venne iniziata un'opera di revisione, per aggiornare la PIR in base ai risultati più recenti; i volumi, curati da Edmund Groag e Arthur Stein, apparvero nel 1933 e nel 1936. A partire dal 1951, il lavoro sulla PIR venne coordinato da Leiva Petersen, dell'Accademia tedesca delle scienze (poi Accademia delle scienze della DDR). Nel 1992 il progetto venne adottato dalla BBAW, che lo affidò a Werner Eck, che dopo alcune vicissitudini è riuscito a completarlo nel 2015 con la stampa dell'ultimo volume (VIII).
Successore della PIR è il progetto The Prosopography of the Later Roman Empire, che riprende dall'anno 260.